# Centericq
Centericq je počítačový program pracující jako IRC klient v textovém režimu. Podporuje různé komunikační protokoly, z nejvýznamnějších ICQ, Yahoo!, AIM, MSN, IRC, Jabber a další. Umožňuje posílat, přijímat a přeposílat zprávy, URL adresy, SMS zprávy, lze pracovat s proudy typu RSS atd.
Existují zkompilované verze pod operačními systémy Linux, FreeBSD, NetBSD, OpenBSD, Solaris, Windows a Mac OS X/Darwin.
Centericq vyvíjí Konstantin Kljagin, program je distribuován pod licencí GNU GPL.